# Pedro Reyes (boxe anglaise)
Pedro Orlando Reyes, né le 23 février 1959 à La Havane et mort le 26 novembre 2024, est un boxeur cubain.

## Carrière
Sa carrière amateur est principalement marquée par un titre de champion du monde de boxe amateur remporté à Reno en 1986 dans la catégorie poids mouches après sa victoire en finale contre le vénézuélien David Griman. Médaillé d'argent lors de l'édition suivante à Moscou en 1989, Reyes remporte également la médaille d'or aux Jeux panaméricains de Caracas en 1983.

## Référence
1. ↑  (es) « Boxeador cubano Pedro Orlando Reyes falleció a los 65 años », sur swingcompleto.com, 27 novembre 2024 (consulté le 27 novembre 2024)
2. ↑  (en) Résultats des championnats du monde de boxe amateur 1986 (amateur-boxing.strefa.pl)